# Aufhausen (Schiltberg)
Aufhausen ist ein Pfarrdorf und Ortsteil der Gemeinde Schiltberg im Landkreis Aichach-Friedberg, der zum Regierungsbezirk Schwaben in Bayern gehört.
Zur Gemarkung gehören auch die beiden Weiler Bergen und Holzhausen.

## Geographie
Aufhausen liegt im Donau-Isar-Hügelland und damit im unterbayerischen Hügelland, das zum Alpenvorland, einer der naturräumlichen Haupteinheiten Deutschlands, gehört.
Aufhausen liegt circa zweieinhalb Kilometer südlich des Ortszentrums von Schiltberg, Holzhausen 500 Meter nordöstlich und Bergen circa eineinhalb Kilometer westlich von Aufhausen.
Aufhausen und Holzhausen liegen im Tal der von Thalhausen her kommenden und südwestlich-nordöstlich verlaufenden Weilach, die bei Schrobenhausen in die Paar mündet. Knapp nördlich von Holzhausen mündet der aus Randelsried und Lauterbach im Südosten kommende Flussgraben als rechter Zufluss in die Weilach.
Aufhausen liegt an der südwestlich-nordöstlich verlaufenden Kreisstraße AIC 3, die aus dem Landkreis Dachau kommt, wo sie als DAH 18 aus Thalhausen kommt, durch Aufhausen läuft und weiter nach Höfarten führt.

## Geschichte
Die katholische Pfarrei St. Johannes Baptist in Aufhausen gehört zum Dekanat Aichach-Friedberg im Bistum Augsburg. Zur Pfarrei gehört neben Bergen und Holzhausen auch noch die Filiale Sankt Alban in Lauterbach.
Bis zum 1. Juli 1970 gehörte Aufhausen mit seinen Ortsteilen als selbstständige Gemeinde zum oberbayerischen Landkreis Aichach und kam dann im Zuge der Gebietsreform in Bayern nach Schiltberg.

## Baudenkmäler
Siehe: Liste der Baudenkmäler in Aufhausen

## Bodendenkmäler
Siehe: Liste der Bodendenkmäler in Schiltberg

## Persönlichkeiten
- Johannes Bumüller (* 1873 in Ravensburg; † 1936 in Westheim), Pfarrer und Anthropologe, von 1906 bis 1924 Pfarrer in Aufhausen